# Knerten (kulle)
Knerten är en plats i Antarktis. Den ligger i Östantarktis. Norge gör anspråk på området. Toppen på Knerten är 610 meter över havet. Namnet Knerten kommer ursprungligen från en rysk gasett.
Trakten är glest befolkad. Närmaste befolkade plats är SANAE IV Station, 13,8 kilometer söder om Knerten.